# 萧大钧
蕭大钧（539年—551年10月2日），字仁博，梁簡文帝蕭綱第十四子。

## 母
包昭华，梁簡文帝的妃嫔，梁武帝大同五年（539年），生蕭大钧，梁簡文帝即位后，被封为昭华。

## 生平
蕭大钧秉性厚重，不妄戏弄。七岁的时候，祖父梁武帝问他读什么书，回答说“学《诗》”。梁武帝于是让大钧诵读经文，大钧诵读《周南》，音韵清雅，得赐王羲之书一卷。
太清二年（548年），侯景进攻建康。太清三年（549年），京城陷落，梁武帝被困餓死，侯景立太子蕭綱为帝。大宝元年十月乙未（550年11月13日），封西阳郡王，食邑二千户，出任宣惠将军、丹阳尹。大宝二年，改任监扬州，将军如故。
大宝二年八月戊午（551年10月2日），侯景废蕭綱为晋安王，杀害蕭大钧，时年十三岁。皇太子萧大器、寻阳王萧大心、武宁王萧大威、建平王萧大球、义安王萧大昕也同时被杀。